# Gyeongnam FC
Gyeongnam FC (경남 FC) – południowokoreański klub piłkarski założony w 2006, występujący w K League 2. Klub ma siedzibę w mieście Changwon, w prowincji Gyeongsang Południowy.
W latach 2006–2014 oraz 2018–2019 klub występował w K League 1. Lokalnym rywalem Gyeongnam FC jest Busan IPark.

## Sukcesy
- K League 2
  - mistrzostwo (1): 2017
- Puchar Korei Południowej
  - finał (2): 2008, 2012

## Stadion
Domowe mecze klub rozgrywa na stadionie Changwon Football Center, który może pomieścić 16749 widzów.

## Skład na sezon 2018
| Nr | Poz. | Piłkarz         |
| -- | ---- | --------------- |
| 1  | BR   | Lee Joon-hee    |
| 2  | OB   | Park Hyun-woo   |
| 3  | OB   | Yoo Ji-hoon     |
| 4  | PO   | Jwa Jun-hyub    |
| 5  | OB   | Min Joon-young  |
| 6  | OB   | Choi Jae-soo    |
| 7  | PO   | Bae Ki-jong     |
| 8  | PO   | Ahn Sung-nam    |
| 9  | NA   | Marcão          |
| 10 | NA   | Paulinho        |
| 11 | NA   | Kim Shin        |
| 12 | NA   | Lee Jae-myung   |
| 13 | PO   | Cho Young-cheol |
| 14 | PO   | Lee Hyun-woong  |
| 15 | OB   | Woo Joo-sung    |
| 16 | OB   | Lee Kwang-jin   |
| 17 | OB   | Yeo Sung-hae    |
| 18 | PO   | Ha Sung-min     |
| 19 | NA   | Jeon Bo-hun     |
| 20 | NA   | Kim Hyo-gi      |

| Nr | Poz. | Piłkarz           |
| -- | ---- | ----------------- |
| 21 | PO   | Jo Jae-cheol      |
| 22 | PO   | Takahiro Kunimoto |
| 23 | OB   | Park Ji-soo       |
| 24 | OB   | Kim Hyun-hun      |
| 25 | BR   | Lee Bum-soo       |
| 26 | PO   | Choi Young-jun    |
| 27 | PO   | Kim Joon-seon     |
| 28 | PO   | Ko Byeong-joon    |
| 29 | PO   | Kim Joon-beom     |
| 31 | BR   | Son Jeong-hyeon   |
| 32 | PO   | Choi Bong-kyun    |
| 33 | PO   | Kim Eui-won       |
| 35 | OB   | Oh In-seok        |
| 37 | OB   | Kim Jong-jin      |
| 39 | NA   | Kim Kun-hoan      |
| 41 | BR   | Kim Hyeong-rok    |
| 45 | NA   | Cho Jeong-ho      |
| 55 | PO   | Shim Ji-hoon      |
| 77 | NA   | Negueba           |
| 99 | BR   | Kang Shin-woo     |